# Aplauz (film)
Aplauz (ang. Applause) – amerykański film z 1929 roku w reżyserii Roubena Mamouliana, zrealizowany w erze Pre-Code.

## Wyróżnienia
| Rok wpisania | National Film Registry |
| ------------ | --- |
| 2006         | Lista filmów budujących dziedzictwo kulturalne USA utworzona przez National Film Preservation Board i przechowywana w Bibliotece Kongresu Stanów Zjednoczonych |